# 江荔联络线
江荔联络线是广州铁路枢纽内将广湛高速铁路、永清广高速铁路、广河高速铁路等线路引入广州白云站的联络线。线路自江村西线路所引出，经过广州白云站西高速场后，接入荔湾线路所与荔南联络线按正线贯通。线路由新建广州至湛江高速铁路广州枢纽新建白云站至江村西线路所联络线与引入广州枢纽相关工程中的新建广州西至白云联络线等工程项目组成，白云站至江村西线路所联络线在2022年8月开工建设，广州西至白云联络线则于2023年动土兴建，江村西所至广州白云站段于2025年1月9日启用通车，广州白云站至荔湾所段则预计于2025年底开通。
江荔联络线近期可实现广湛高铁、贵广高铁、南广高铁与京广高铁的互联互通，将来还可实现与广永高铁、广河高铁互联互通，是枢纽内北-西向高铁联络线通道的重要组成部分。

## 线路概况
线路自江村西线路所花广联络线两侧引出，与花广联络线四线并行跨流溪河，在大朗客整所与既有大朗站之间通过，下穿华南快速公路之后右线于花广联络线下方穿越，并与左线于白云湖汇合，双线沿既有线西侧引入广州白云站西高铁场，出站后采用地面和地下双层结构，在既有铁路通道范围内增建双线，至克山附近与广湛高铁双层四线并行，最终接入荔湾线路所联络两线，而左、右线于站内分别与荔南联络线上、下行在地下和地面按正线贯通。线路通过江村西线路所与花广联络线沟通，并规划通过广永联络线衔接广州北站广永场。
线路广州白云站至江村西线路所段为新建路段，长11.742km，属于该项目建设范围内长度为10.307km，与花广联络线并行部分的施工任务由新建广州白云站枢纽轨道工程承担，本线引入白云站工程纳入广州铁路枢纽新建广州白云站（棠溪站）工程白云站房及相关工程设计范围。而广州白云站至荔湾线路所段即广湛高铁引入广州枢纽相关工程中的新建广州西至白云联络线项目为利用既有广州西线棠溪至广州西相关区段改建而成，全长1.074km。

## 历史
2019年8月21日，国铁集团、广东省人民政府以《关于新建广州至湛江高速铁路可行性研究报告的批复》（铁发改函〔2019〕136号）批复广湛高铁可研报告，批复内提到广湛高铁建设内容包括白云站至江村西线路所联络线、广州西至白云联络线。
2020年5月21日，国铁集团、广东省人民政府以《关于新建广州至湛江高速铁路初步设计的批复》（铁鉴函〔2020〕192号）批复广湛高铁初步设计，广州西至白云联络线项目纳入广湛高铁引入广州枢纽相关工程中。
2021年8月27日，国铁集团、广东省人民政府以《关于新建广州至湛江高速铁路广州枢纽广州白云站至江村西线路所联络线工程初步设计及广州白云站（棠溪站）工程变更设计的批复》（铁鉴函〔2021〕376号）批复本线江村西所至广州白云站段的初步设计。
2022年8月，本线江村西所至广州白云站段开工建设。
2023年，本线广州白云站至荔湾所段开工。
2024年11月4日，江村西所至广州白云站段开始联调联试。